# Ratusz w Lubomierzu
Ratusz w Lubomierzu – barokowy budynek wzniesiony w 1803 roku, przebudowywany w roku 1837 i w drugiej połowie XIX wieku. Obecnie jest siedzibą władz miejskich Lubomierza.

## Historia
Pierwszy ratusz w Lubomierzu był wzmiankowany już w roku 1349. W roku 1426 został spalony przez husytów, a następnie odbudowany w 1449 roku. W roku 1640 budynek znowu został zniszczony w wielkim pożarze miasta, a kolejna odbudowa trwała prawie 100 lat - nowy ratusz ukończono dopiero w 1738 roku. Po kolejnym pożarze w 1803 roku, wzniesiono obecną bryłę ratusza, którą następnie przebudowywano w roku 1837 i w drugiej połowie XIX wieku. Budynek był remontowany na początku XX wieku, oraz a latach 1976-1978.

Decyzją wojewódzkiego konserwatora zabytków z dnia 15 stycznia 1964 roku ratusz został wpisany do rejestru zabytków.

## Architektura
Ratusz jest dwukondygnacyjną budowlą wzniesioną na planie czworoboku, ma dwa trakty pomieszczeń i jest nakryty dachem naczółkowym. Od strony ulicy, na dachu jest niewielka barokowa sygnaturka zwieńczona cebulastym hełmem z latarnią. Główne wejście do budynku znajduje się na wysokości pierwszego piętra i prowadzą do niego dwubiegowe schody. Na parterze są dwie sale z zachowanymi dekoracjami sztukatorskimi na sklepieniach. Obecnie ratusz jest siedzibą władz miejskich Lubomierza.

## Galeria

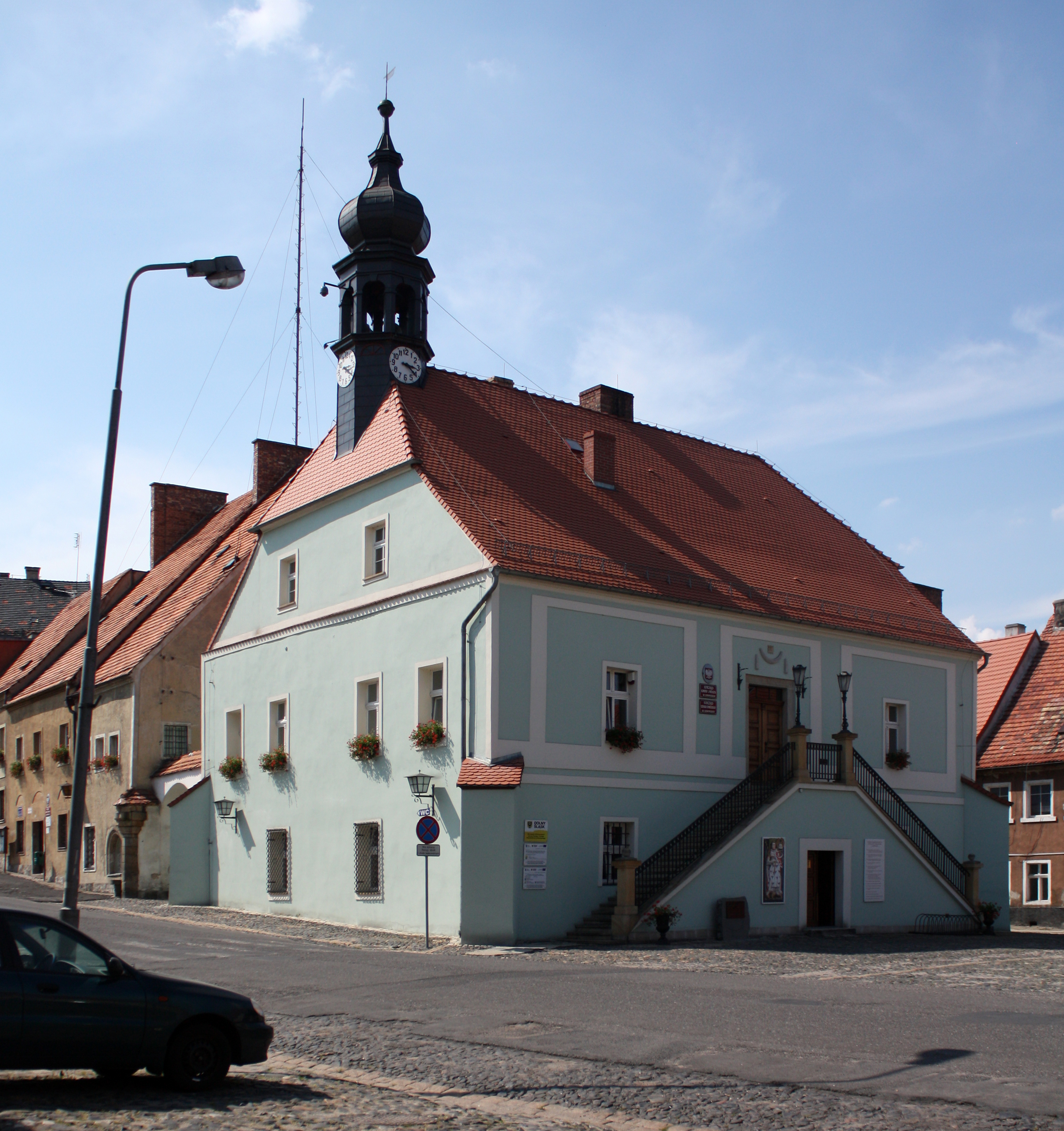
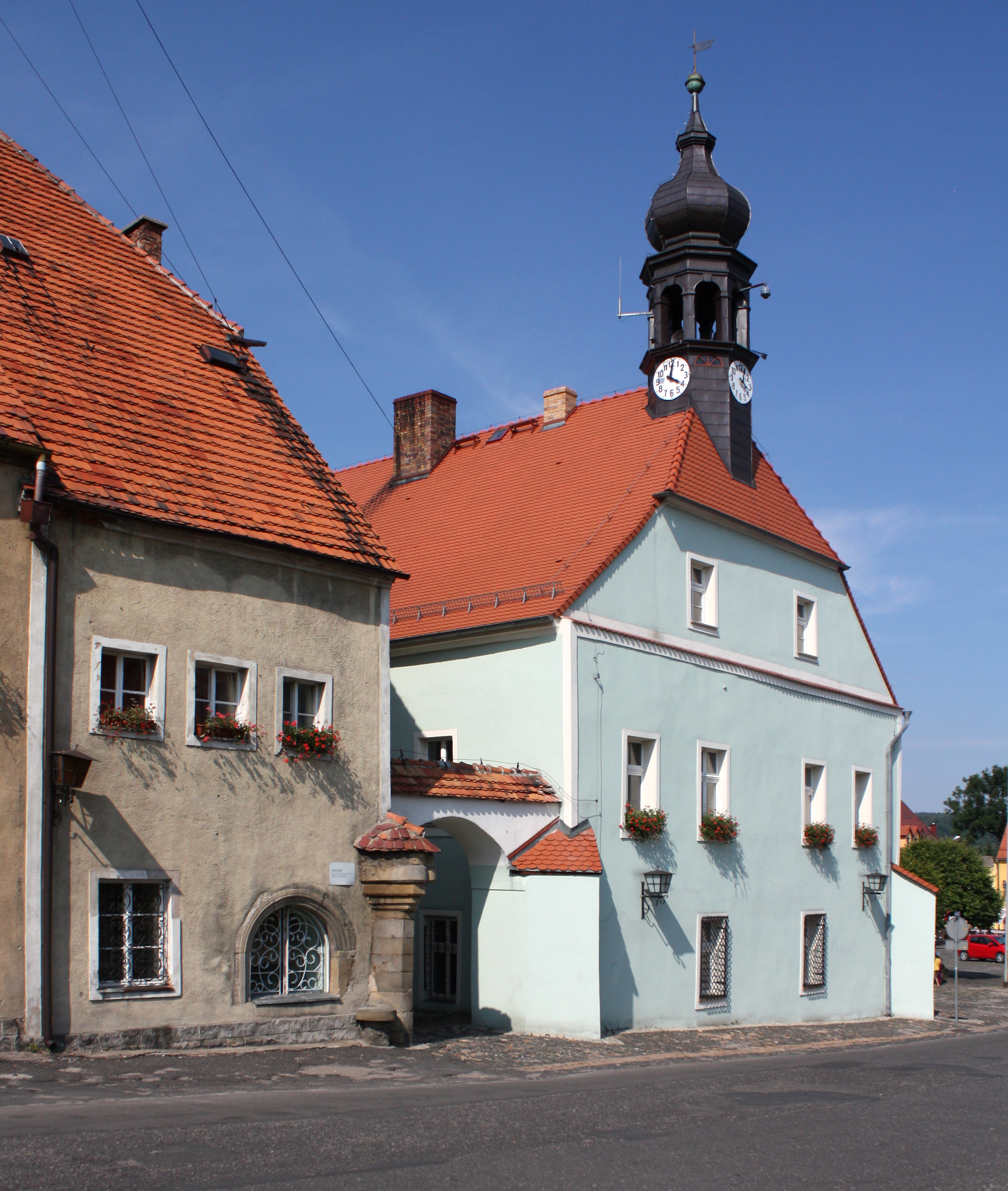
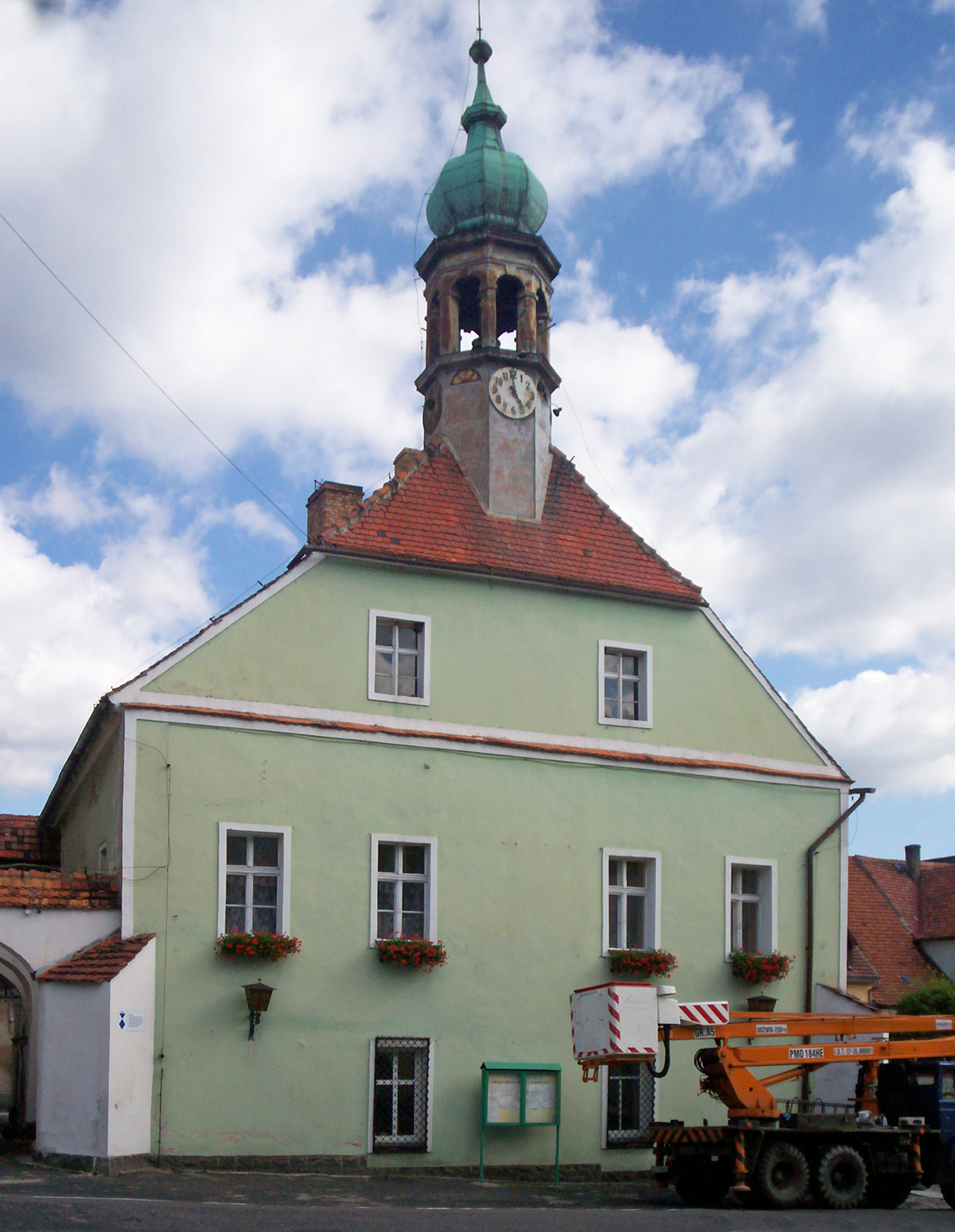
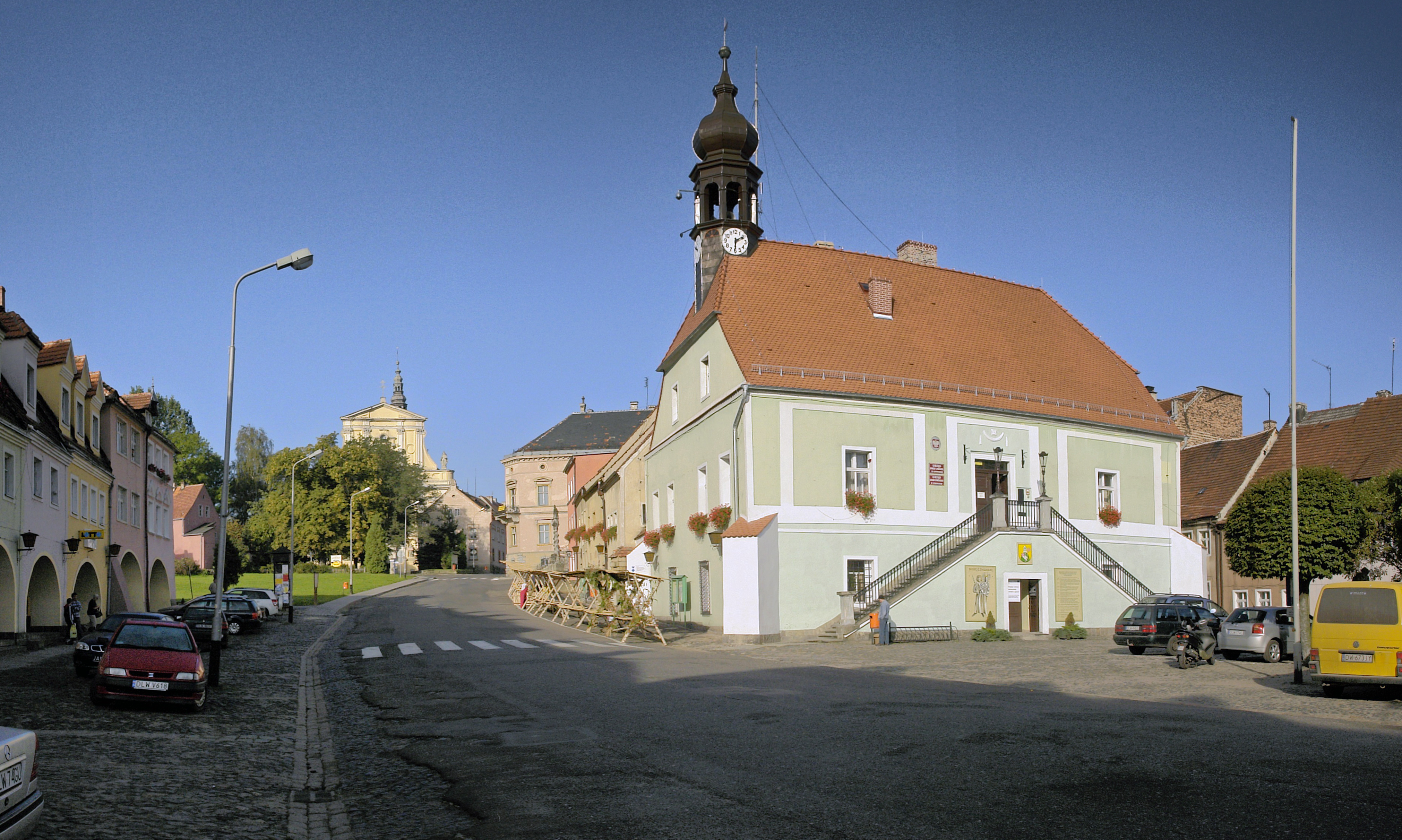